# Lista postaci z komiksów o Asteriksie

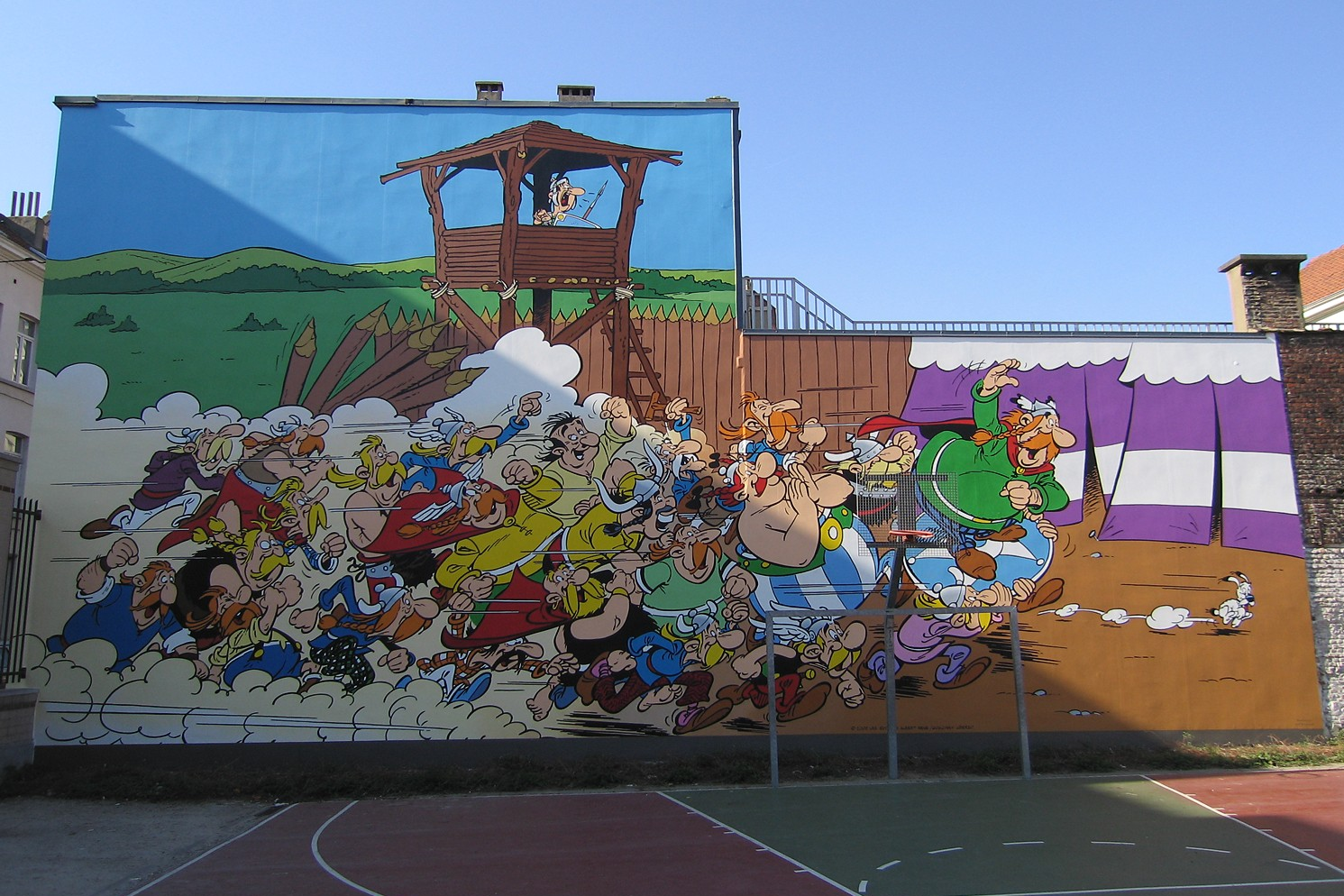
Postacie z Asteriksa na muralu w Brukseli

Poniższa lista zawiera spis postaci, występujących w komiksach z serii Asteriks autorstwa René Goscinnego i Alberta Uderzo.

## Główni bohaterowie

### Asteriks
Tytułowy bohater komiksów, mały i sprytny wojownik galijski.

### Obeliks
Nieodłączny przyjaciel Asteriksa. Zajmuje się dostawą menhirów, a do jego ulubionych zajęć należy zjadanie dzików i bójki z Rzymianami.

### Idefiks
Piesek Obeliksa, towarzyszący Galom od czasów historii Wyprawa dookoła Galii.

## Bohaterowie drugoplanowi

### Panoramiks
Druid wioski Galów. Potrafi stworzyć wywar, dający nadludzką siłę, dzięki któremu wioska Galów jest w stanie stawiać opór Rzymianom.

### Asparanoiks
Wódz wioski Galów, weteran bitwy pod Alezją.

### Kakofoniks
We francuskim oryginale nosi imię Assurancetourix (nawiązanie do ubezpieczenia autocasco). Polskie tłumaczenie imienia jest nawiązaniem do kakofonii.
Bard wioski Galów, członek rady osady, a także nauczyciel w miejscowej szkółce. Galowie nie przepadają za jego śpiewem: w trakcie bankietów najczęściej jest kneblowany, a Tenautomatiks często powstrzymuje Kakofoniksa od śpiewu siłą.
W albumie Asteriks u Reszehezady śpiew Kakofoniksa sprowadza deszcz (nawet pod dachem), co okazuje się umiejętnością bardzo istotną dla fabuły.
W filmach aktorskich w jego rolę wcielali się:
- Pierre Palmade (Asterix i Obelix kontra Cezar),
- Franck Dubosc (Asterix na Olimpiadzie),
- Philippe Katerine (Astérix & Obélix: L'Empire du Milieu).

### Długowieczniks
93-letni Gal, najstarszy mieszkaniec wioski Asteriksa. Jest weteranem bitwy pod Gergowią i bitwy pod Alezją. Po raz pierwszy pojawił się na łamach historii Asteriks na igrzyskach olimpijskich.
W filmie Asterix i Obelix kontra Cezar oraz Asterix na Olimpiadzie w rolę Długowieczniksa wcielił się francuski aktor Sim (Simon Jacques Eugène Berryer).

### Tenautomatiks
We francuskim oryginale nosi imię Cétautomatix.
Kowal wioski Galów, często spiera się z Ahigieniksem (na tle świeżości sprzedawanych przez niego ryb) i Kakofoniksem (a propos jego skłonności do śpiewu).

### Ahigieniks
Właściciel straganu z rybami. Dyskusje nad świeżością jego towaru często prowadzą do bójek wśród Galów.

### Juliusz Cezar
Dyktator Rzymu. Po przeprowadzonej przez niego kampanii wojskowej niemal cała Galia przeszła pod panowanie Rzymian. Władca próbuje wciąż coraz to nowych sposobów, by podporządkować sobie wioskę Asteriksa; spór Galów z Cezarem nie jest jednak pozbawiony wzajemnego szacunku.
W filmach aktorskich w jego rolę wcielali się:
- Gottfried John (Asterix i Obelix kontra Cezar),
- Alain Chabat (Asterix i Obelix: Misja Kleopatra),
- Alain Delon (Asterix na Olimpiadzie),
- Fabrice Luchini (Asterix i Obelix: W służbie Jej Królewskiej Mości),
- Vincent Cassel (Asteriks i Obeliks: Imperium Smoka).

### Piraci
Grupa piratów, na których często natykają się w trakcie swoich podróży Asteriks i Obeliks. Spotkania te najczęściej kończą się zatopieniem statku korsarzy przez Galów.
Postacie te są parodią bohaterów belgijskiego komiksu Barbe-Rouge, publikowanego od 1959 r. (początkowo - podobnie jak Asterix - na łamach czasopisma Pilote).

## Pozostałe postacie

### Dobromina
Żona wodza Asparanoiksa. Debiut tej postaci miał miejsce w historii Tarcza Arwernów.

### Pani Długowieczniksowa
Żona Długowieczniksa (autorzy komiksu nigdy nie ujawnili jej imienia). Po raz pierwszy pojawiła się w historii Niezgoda.

### Jelołsabmarina
Żona Ahigieniksa, pomaga mu w sprzedaży ryb. Po raz pierwszy pojawiła się w historii Asteriks w Hiszpanii.

### Falbala
Galijka o długich blond włosach, narzeczona (później żona) Tragikomiksa. Obiekt westchnień Obeliksa. Po raz pierwszy pojawiła się w historii Asteriks legionsta.
W filmach aktorskich w jej rolę wcielały się:
- Laetitia Casta (Asterix i Obeliks kontra Cezar),
- Angèle (Asterix i Obelix: Imperium Smoka).

### Kleopatra
Władczyni Egiptu. Jej postać w komiksach zainspirowana jest Liz Taylor, wcielającej się w rolę królowej w filmie Kleopatra z 1963 r.
Po raz pierwszy pojawiła się w historii Asteriks i Kleopatra.
W filmach aktorskich w jej rolę wcielały się:
- Monica Belluci (Asterix i Obelix: Misja Kleopatra),
- Marion Cotillard (Asterix i Obelix: Imperium Smoka).

### Brutus
Adoptowany syn Juliusza Cezara, towarzyszący mu na posiedzeniach senatorów. Brutus często słyszy od Cezara słowa Ty także, mój synu!; rzadko rozstaje się także ze swoim sztyletem (aluzja do zabójstwa Cezara).